# 贓物
贓物（ぞうぶつ）とは、他人の財産を侵害する財産犯によって不法に領得された財物のこと。「賍物」と表記される場合もある。刑法においては、以前は贓物に関する一連の犯罪を贓物罪と称していたが、1995年改正（現代語化）により贓物罪は盗品等関与罪に改正されたため、条文上この用語は用いられなくなった。現在では、刑事訴訟法9条や森林法199条以下に残っている。贓物を扱うことを故買といい、それを行う商人を故買屋、故買人、窩主という。

## 概要
財産罪にあたる犯罪行為の加罰性は贓物の要件とは無関係であるが、財産罪によって被害を受けた者が原状回復を求めることが出来る財物に限定される。例えば、狩猟法違反行為によって獲得された毛皮は、毛皮の獲得行為によって財産を侵害された被害者がいないために、犯罪で獲得された物ではあるが贓物にはあたらない。更に不法原因による給付物、即時取得、加工などによって所有権が既に移転してしまった場合には贓物にはならない（ただし、予め贓物であることを知っていた者が所有権を得た場合には贓物となり得る）。また、贓物と密接な関係があり、一般的に同価値と認められる物も贓物と同一に扱われる場合がある。例えば、贓物である1万円札を100円硬貨100枚と交換した場合や1万円の金額が記されている小切手を現金化（1万円札でも100円硬貨100枚でも形態は問わない）した場合でも、交換後の金銭は贓物とみなされる。

## 歴史上における贓物
なお、前近代においては、布に換算した贓物の量で刑の軽重が決められる規定（賊盗律強盗条・窃盗条および鎌倉幕府追加法21条）が存在し、全ての事案で適用されていた訳ではないものの、贓物の量・金額をもって刑の軽重が規定されるという原則が存在していた。また、中世においては「贓状露見法」と呼ばれる法理が存在し、強盗・窃盗を追捕検断するためには対象者が贓物を持っているという証拠を必要とするとされ、『法曹至要抄』に所収された平安時代中期の長徳元年9月13日宣旨から戦国時代の分国法である『今川仮名目録』追加第5条まで広く採用されていたことが知られている。また、贓物は犯人を追捕（逮捕）した者に与えられ、本主にとっては「失われたもの」とみなされて返還されることは稀であった。
イギリスの例
ジョナサン・ワイルド